# P&O Ferries

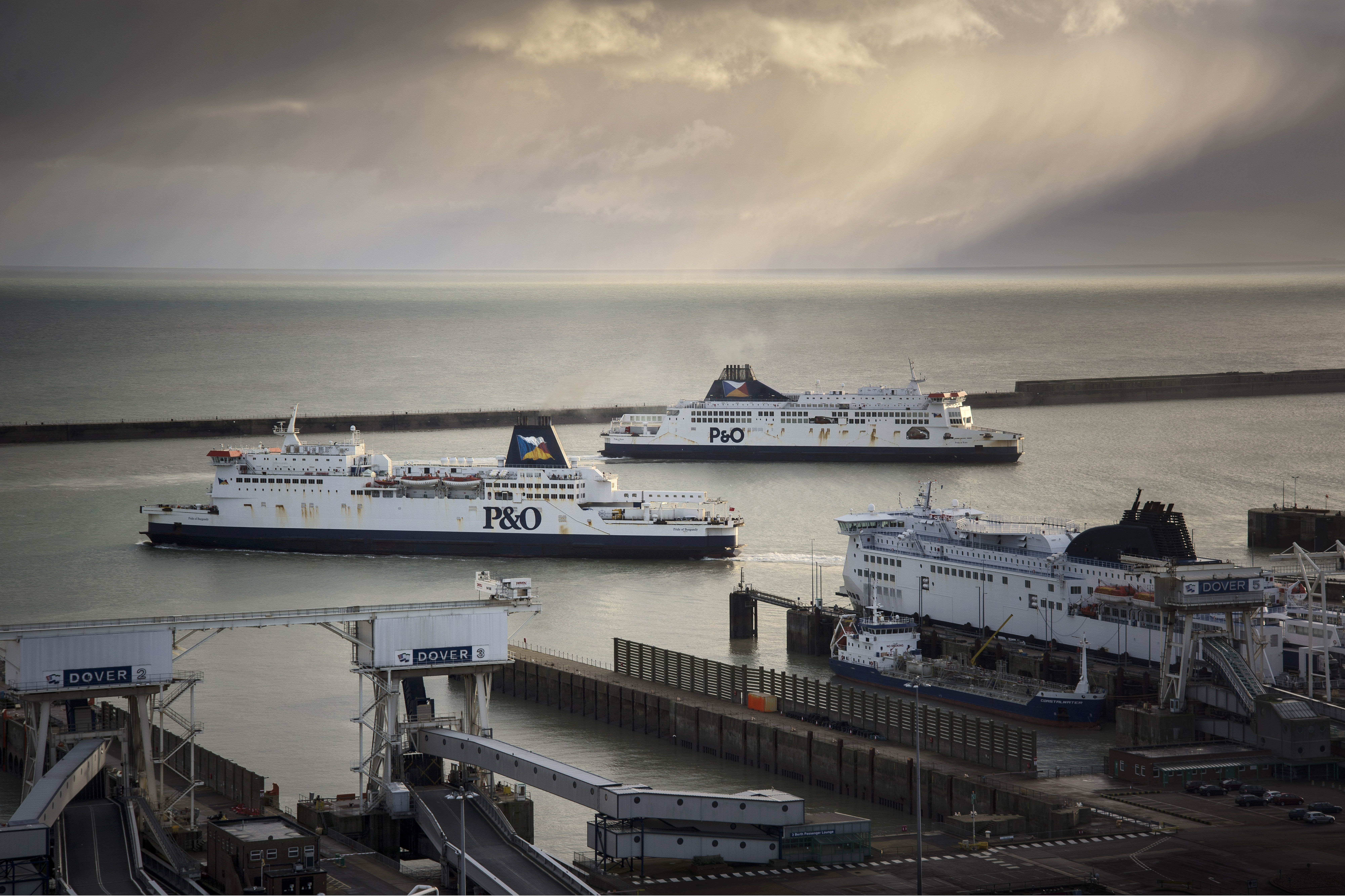
P&O ferries Pride of Burgundy en Pride of Kent in de haven van Dover.

P&O Ferries is een Britse rederij die veerdiensten exploiteert op de Ierse Zee, de Noordzee en het Kanaal. P&O Ferries is een dochteronderneming van Dubai Ports World. P&O Ferries is in 2002 opgericht door de fusie van verschillende P&O-rederijen.
Naast een belangrijke vrachtvervoerder is P&O Ferries ook de grootste aanbieder van overtochten naar Groot-Brittannië voor passagiers. Voet-, bus- en autopassagiers hebben een keuze uit 3 routes met dagelijks 27 afvaarten ‘van en naar’ alle regio’s in Groot-Brittannië. P&O Ferries vaart vanuit het vasteland op de routes Calais-Dover en Rotterdam-Hull.
De Pride of Rotterdam en Pride of Hull van P&O Ferries zijn in september ook jaarlijks te zien tijdens de Wereldhavendagen in Rotterdam. Ze geven dan bij de Erasmusbrug een demonstratie waarbij ze bij deze brug een draai van 180 graden maken. Voor het publiek een indrukwekkend schouwspel om te zien vanwege de vrij grote draaicirkel van de schepen.

## Geschiedenis

### Voorgangers
De Peninsular and Oriental Steam Navigation Company, dikwijls afgekort tot P&O, werd in 1837 opgericht en is daarmee een van de oudste rederijen ter wereld.

#### P&O European Ferries
In 1987 – vlak voor de ramp met de Herald of Free Enterprise bij de haven van Zeebrugge – kocht P&O de European Ferries Group (ontstaan uit rederij Townsend Thoresen). De nieuwe naam van de rederij werd P&O European Ferries.
Alle oranje-witte schepen van Townsend Thoresen werden overgeschilderd met de marineblauw-witte P&O-huisstijl.
In 1994 huurde P&O European Ferries twee schepen van de Duitse Olau Line, welke kort daarvoor haar dienst had opgeheven. De schepen kwamen in dienst als de Pride of Portsmouth en de Pride of Le Havre en bleven in dienst tot 2005.

#### P&O North Sea Ferries
In 1997 is P&O North Sea Ferries opgericht. Tot die tijd voer rederij North Sea Ferries op de routes tussen Nederland en Engeland. De Britse P&O en de Nederlandse Nedlloyd waren beide voor een deel eigenaar van North Sea Ferries, maar eind 1996 of begin 1997 verkocht Nedlloyd haar aandelen in de rederij aan het Britse P&O. In 2002 is P&O North Sea Ferries opgegaan in P&O Ferries. De in 2001 voor P&O North Sea Ferries opgeleverde Pride of Rotterdam was het eerste schip in de vloot dat in de nieuwe kleurstelling was gebracht.

#### P&O Stena Line
In 1998 is P&O Stena Line opgericht, een joint venture van P&O European Ferries met de Zweedse concurrent Stena Line voor de exploitatie van veerdiensten van en naar Dover de route Dieppe-Newhaven. De onderneming was voor 60% eigendom van P&O en 40% van Stena Line. P&O heeft Stena Line in 2002 uitgekocht en sindsdien heet deze onderneming P&O Ferries.

### Na de fusie
P&O Ferries is in 2002 opgericht door de fusie van verschillende P&O-rederijen.
Na deze fusie van alle P&O-veerbedrijven (met uitzondering van P&O Irish Sea) introduceerde de reder één nieuwe huisstijl voor al haar schepen. Hierbij hoorde ook een nieuwe opschildering van de vloot, hiervoor gebruikte de rederij de in 2001 geïntroduceerde opschildering die al was toegepast op de schepen op de Noordzeeroutes.
P&O Ferries had een vloot van 31 schepen, maar die is teruggebracht naar 23 omdat P&O in 2004 wilde snijden in het aantal diensten om de verlieslijdende exploitatie weer winstgevend te maken. 4 van de 13 verbindingen zijn in 2005 gesloten.
P&O Ferries had in september 2004 6.130 medewerkers in dienst, waarvan er 2.490 aan land werkten. Het aantal medewerkers werd de afgelopen jaren met 1.550 teruggebracht (1.200 ontslagen en 350 overplaatsingen).

### Overname
In 2006 is het moederbedrijf van P&O Ferries verkocht aan Dubai Ports World, een in Dubai geregistreerde havenexploitant (zelf onderdeel van Dubai World, een groot bedrijf uit Dubai, onder andere bekend van de Palmeilanden).
Alle havens die P&O in exploitatie had zijn van naam veranderd, naar Dubai Ports World. Van de P&O-ondernemingen die op de een andere manier met de zee of met scheepvaart te maken hebben (P&O Ferrymasters, P&O Ferries, P&O Maritime Services en P&O Estates) vond men dat die het sterke P&O-huismerk moesten behouden.
P&O Irish Sea was als rederij initieel, een zusteronderneming van P&O Ferries en verzorgde met vijf schepen een drietal verbindingen op de Ierse zee. In 2010 ging P&O Irish Sea op in P&O Ferries.

### Bezuinigingen
Op 17 maart 2022 onderbrak P&O haar activiteiten waarbij alle afvaarten werden geannuleerd. Achthonderd Britse personeelsleden kregen via een videogesprek te horen dat ze werden vervangen door nieuw personeel dat bereid was het werk te doen tegen een lagere vergoeding.

## Verbindingen

### Huidige
- Europoort (Rotterdam) - Hull
- Calais - Dover
- Europoort (Rotterdam) - Middlesbrough (alleen vracht)
- Zeebrugge - Tilbury (alleen vracht)
- Larne - Cairnryan

### Voormalige
(lijst bevat sinds 2002 gesloten routes)
- Dublin - Liverpool (opgeheven in 2023)
- Europoort - Felixstowe (in 2002 aan Stena Line verkocht)
- Fleetwood - Larne (in 2004 aan Stena Line verkocht)
- Portsmouth - Le Havre (eind 2005 opgeheven, later herstart door LD Lines)
- Portsmouth - Cherbourg (eind 2005 opgeheven, herstart door Brittany Ferries)
- Zeebrugge - Dover (eind 2002 opgeheven)
- Portsmouth - Bilbao (eind 2010 opgeheven)
- Zeebrugge - Middlesbrough/Teesport (opgeheven in 2025)
- Zeebrugge - Hull (eind 2020 opgeheven)
- Larne - Troon (begin 2016 opgeheven)
- Larne - Fleetwood (in 2004 overgenomen door Stena Line, eind 2010 opgeheven)

## Vloot
(gegroepeerd naar zusterschepen)
(niet alle schepen zijn eigendom, sommigen zijn gecharterd)
Rotterdam - Hull
- Pride of Rotterdam / Pride of Hull (Cruise Ferry)

Calais - Dover
- Spirit of France
- P&O Pioneer/ P&O Liberté

Cairnryan - Larne
- European Highlander / European Causeway

Zeebrugge - Tilbury
- Norking / Norqueen (alleen vracht)

Zeebrugge - Middlesbrough
- Bore Song
- Estraden
- Wilhelmine

allround
- European Trader (alleen vracht, meerdere lijnen)

## Voormalige onderdelen
Behalve de rederijen die P&O in 2002 fuseerde tot P&O Ferries hebben er nog een viertal P&O rederijen bestaan.

### P&O Normandy Ferries
P&O Normandy Ferries was de eerste P&O veerrederij. Zij verzorgde de route Dover - Boulogne. P&O Normandy Ferries heeft ook de namen P&O Short Sea Ferries en Southern Ferries gedragen, maar op de romp van de schepen stond altijd slechts P&O Ferries.
P&O Normandy Ferries werd in 1985 verkocht aan European Ferries, de rederij die voer met de naam Townsend Thoresen. Deze rederij is later weer door P&O gekocht.

### Pandoro
Pandoro was een vrachtrederij van P&O. Pandoro stond voor P-AND-O-RO.

### P&O Ferrymasters
Deze rederij voer van 1977 tot 2000 tussen het Britse Middlesbrough en het Zweedse Göteborg. Deze rederij opereerde verder als logistieke onderneming, waarvoor zij veel gebruik maakte van alle andere P&O verbindingen. Als logistiek bedrijf bestaat P&O Ferrymasters nog steeds, maar haar veerdienst is opgeheven.

### P&O Scottish Ferries
Deze rederij voer voorheen tussen Schotland en de Schotse Shetlandeilanden- en Orkney-eilanden. Deze veerlijnen werden gesubsidieerd door de Schotse regering. In 2002 zijn deze lijnen aanbesteed en sindsdien bestaat P&O Scottish Ferries niet meer. Nu vaart NorthLink Ferries op deze trajecten, sinds juli 2012 als dochteronderneming van Serco.